# Watchman Nee
Watchman Nee o Ni Tuosheng (chino tradicional: 倪柝聲; chino simplificado: 倪柝声; pinyin: Ní Tuòshēng: Ngà̤ Táuk-sĭng; Shantou, Guangdong, Dinastía Qing, 4 de noviembre de 1903 – Anhui, China, 30 de mayo de 1972) fue un escritor y predicador cristiano chino. Durante el régimen comunista en China, fue perseguido por sus creencias religiosas y pasó los últimos 20 años de su vida en prisión. Junto con otros ministros como Wangzai, Zhou-An Lee y Shang-Jie Song, fundó el movimiento conocido como la “Sala de Asambleas de la Iglesia”, más tarde denominado Iglesias Locales (En Chino: 地方教會).
Nee se convirtió al cristianismo en 1920, a los 17 años, y comenzó a escribir ese mismo año. En 1921 conoció a la misionera británica Margaret E. Barber, quien tuvo una influencia significativa en su desarrollo espiritual y ministerial. A través de ella, aprendió conceptos que él consideraba esenciales para la vida cristiana, como la experiencia espiritual asociada con la cruz. Aunque no recibió formación teológica formal, Nee adquirió sus conocimientos mediante el estudio autodidacta de la Biblia y la lectura de obras de autores cristianos reconocidos. Durante los 30 años que duró su ministerio, iniciado en 1922, viajó por distintas regiones de China, fundando iglesias en comunidades rurales y ofreciendo conferencias sobre temas cristianos, especialmente en Shanghái. En 1952, fue arrestado por las autoridades chinas y permaneció en prisión hasta su fallecimiento en 1972.

## Biografía

### Sus inicios
Watchman Nee nació el 4 de noviembre de 1903 en Shantou, provincia de Guangdong, Dinastía Qing. Aunque provenía de una familia cristiana, durante su adolescencia se mantuvo alejado de esa fe. El 29 de abril de 1920, a los 17 años, después de un periodo de reflexión personal, decidió adoptar el cristianismo, según relatos autobiográficos.
Poco tiempo después, comenzó a mostrar interés por predicar el evangelio a sus compañeros y otras personas en su entorno. Su actividad religiosa generó un notable movimiento en su escuela y, más adelante, en su ciudad natal, donde se reporta que varias personas adoptaron la fe cristiana entre 1923 y 1924.
En 1924, Nee enfermó de tuberculosis pulmonar, lo que afectó significativamente su salud. Se reportó que su condición fue tan grave que circularon rumores sobre su muerte. Durante este periodo, según sus escritos, profundizó en su experiencia espiritual. Más adelante se recuperó de la tuberculosis, aunque continuó sufriendo de angina de pecho.
Su nombre original era Shu-Tsu (chino: 舒津), pero más tarde fue cambiado a Tuo-Sheng (chino: 倪柝聲), nombre que puede asociarse con el concepto de una atalaya o vigilante, lo cual inspiró la adopción del nombre "Watchman", por el que es más conocido internacionalmente.
Nee estudió brevemente en el Instituto Bíblico de Dora Yu, en Shanghái, aunque se retiró poco después. Posteriormente se graduó del Anglican Trinity College. A lo largo de su vida, manifestó un fuerte interés por el estudio de la Biblia y la literatura cristiana, llegando a formar una biblioteca personal con más de 3.000 libros. Fue un lector prolífico y autodidacta en temas relacionados con la teología cristiana y la historia de la Iglesia.
Durante sus primeros años de ministerio, realizó viajes con otros creyentes con el objetivo de difundir el cristianismo en diversas regiones. Parte de su enfoque estuvo centrado en establecer iglesias locales independientes. Estas comenzaron como reuniones pequeñas en casas, y posteriormente crecieron, lo que requirió lugares más amplios para las reuniones.
Las iglesias locales asociadas con su enseñanza comenzaron a expandirse en diversas regiones de China. Nee mantuvo una postura crítica frente a ciertas estructuras denominacionales tradicionales, lo que llevó a tensiones con algunos sectores de la iglesia establecida. Rechazó oportunidades de empleo para dedicarse de lleno a su labor religiosa.
A lo largo de su vida, Nee enfrentó problemas de salud recurrentes, como tuberculosis, gastritis crónica y angina de pecho. Además, tuvo que afrontar desafíos internos dentro de las comunidades que ayudó a formar, relacionados con la organización y el liderazgo de las iglesias.
En la década de 1940, con la llegada del régimen comunista en China, sus creencias religiosas y sus actividades como líder cristiano fueron vistas como incompatibles con la ideología del nuevo gobierno, lo que lo convirtió en un objetivo de persecución política.
Quienes lo conocieron lo describieron como una persona clara y práctica al hablar, con una actitud amable y respetuosa. En sus escritos, subrayó que lo esencial en la obra cristiana no era su alcance cuantitativo, sino su calidad, y que debía surgir, en sus palabras, de una “vida interior genuina”.

### Últimos años de actividad
Entre las décadas de 1940 y 1960, las iglesias locales en China enfrentaron diversas dificultades y restricciones, especialmente tras el establecimiento del régimen comunista. Muchas de estas iglesias habían sido fundadas por Watchman Nee, quien promovía la idea de establecer "una iglesia en cada ciudad y pueblo", basada en su interpretación del modelo del Nuevo Testamento. Nee sostenía que la delimitación geográfica de una ciudad debía reflejarse en la organización eclesiástica, proponiendo el principio de una sola iglesia por ciudad, apoyándose en pasajes como Hechos 13:1, Apocalipsis 1:11 y 1 Corintios 1:2. En sus enseñanzas, enfatizó la importancia de mantener la unidad del cristianismo y expresó su desacuerdo con la existencia de iglesias separadas por diferencias doctrinales, raciales, sociales o ministeriales, las cuales consideraba como fuentes de división.
Entre 1923 y 1949, se estima que se establecieron más de 700 iglesias locales en distintas regiones de China, con una asistencia total de aproximadamente 70.000 personas. A partir del trabajo de Nee y sus colaboradores, el movimiento de las iglesias locales también se expandió a otras regiones del Lejano Oriente. Algunos de sus compañeros más destacados, como Witness Lee, Stephen Kaung, Faithful Luke y Simon Meek, también llegaron a ser reconocidos fuera de China.

## Persecución y encarcelación
En febrero de 1949, Watchman Nee decidió permanecer en Shanghái debido a su compromiso con las iglesias locales, sus colaboradores y el movimiento cristiano que lideraba en China continental. Si bien estaba consciente de los riesgos que implicaba quedarse en el país bajo el nuevo régimen comunista, optó por no abandonar su labor religiosa.
En la primavera de 1952, fue arrestado por las autoridades chinas. Posteriormente, en el verano de 1956, tras un juicio prolongado, fue condenado a quince años de prisión. No obstante, nunca fue liberado. Durante su tiempo en prisión, únicamente su esposa pudo visitarlo en contadas ocasiones. Ella falleció el 7 de noviembre de 1971, hecho que, según algunos relatos, lo afectó profundamente y lo dejó completamente aislado del mundo exterior.

## Fallecimiento
Watchman Nee falleció el 30 de mayo de 1972, en prisión. De acuerdo con testimonios posteriores, tras su muerte se encontró bajo su almohada un papel con varias líneas escritas con letra temblorosa. El mensaje decía:

"Cristo es el Hijo de Dios, quien murió por la redención de los pecadores y resucitó después de tres días. Ésta es la verdad más grande que hay en el universo. Muero a causa de mi fe en Cristo".

Este escrito es considerado por sus seguidores como una expresión final de su compromiso religioso.

## Influencia
La influencia teológica de la obra de Watchman Nee trascendió las fronteras de su China natal, alcanzando a comunidades cristianas en diversas partes del mundo.Adoptó el nombre “Watchman” (en español: sereno o vigilante nocturno) al considerarse a sí mismo como alguien llamado a anunciar la segunda venida de Cristo, como un centinela espiritual en tiempos oscuros. En 1928, Nee se estableció en Shanghái, donde consolidó su labor editorial. Desde allí publicó numerosos libros de su autoría, así como traducciones y obras de otros autores cristianos. Entre las traducciones más destacadas se encuentran los escritos del teólogo y maestro cristiano británico Theodore Austin-Sparks, con quien Nee mantuvo una estrecha amistad desde su encuentro en el Honor Oak Christian Fellowship Centre, en Londres, Inglaterra. Su visión escatológica fue moldeada por autores como Robert Govett y David Morrieson Panton, cuyas enseñanzas influyeron notablemente en su interpretación del libro del Apocalipsis. Esta influencia se hace evidente en su obra "Ven, Señor Jesús", donde hace referencia reiterada a los escritos de Govett.

## Ministerio, sufrimiento y comisión
El ministerio de Watchman Nee utilizó diversas estrategias para llevar a cabo su labor religiosa. Entre las principales se incluyen: la predicación del evangelio, la enseñanza bíblica, los viajes para alentar a otras comunidades, el contacto directo con las personas, la redacción de escritos, la organización de conferencias, la capacitación de creyentes y la producción de publicaciones religiosas.

Nee expresó, a través de sus escritos y enseñanzas, una postura crítica hacia las denominaciones cristianas tradicionales, argumentando que estas promovían divisiones dentro del cristianismo, lo que consideraba incompatible con su interpretación de la unidad del "Cuerpo de Cristo". Esta postura provocó fricciones con varios sectores del cristianismo organizado. Algunas denominaciones lo criticaron abiertamente, mientras que otras adoptaron actitudes de oposición más marcadas hacia su ministerio. En respuesta a estas críticas y controversias, Nee llegó a emitir aclaraciones en sus escritos: 
"Yo también condenaría al Watchman Nee que ellos describen."
Al momento de su arresto en 1952, se estima que aproximadamente 400 iglesias locales se habían establecido en China como resultado directo de la labor de Watchman Nee, aunque también se registraron divisiones internas dentro de algunas de ellas. Además, el movimiento de iglesias locales se había extendido a otros países del sudeste asiático, incluyendo Filipinas, Singapur, Malasia, Tailandia e Indonesia. Según fuentes posteriores, el número de iglesias locales continuó creciendo con el paso del tiempo, y para finales de 2008 se contabilizaban más de 2.300 congregaciones en distintas partes del mundo.

## Obra literaria
Además de sus conferencias, Watchman Nee fue un prolífico escritor. Sus publicaciones abarcaron tratados evangélicos, artículos en periódicos, estudios bíblicos, correspondencia, himnos, diagramas relacionados con la profecía bíblica y numerosos libros producidos a lo largo de su ministerio. Algunos de estos libros fueron compilados a partir de mensajes previamente publicados en periódicos o presentados en conferencias, y luego reeditados en formato de libro.
Nee también tradujo al chino varios libros cristianos originalmente escritos en inglés, los cuales fueron publicados bajo su ministerio con el paso de los años.
Varios de sus escritos han sido traducidos y publicados en español.

### La vida cristiana Normal
Uno de los libros más conocidos de Watchman Nee es La vida cristiana normal. Está basado en una serie de conferencias impartidas durante y después de su viaje a Europa entre 1938 y 1939. En él, Nee expone su interpretación teológica sobre la vida cristiana, tomando como base los primeros capítulos de la Epístola a los Romanos del Nuevo Testamento.

### La Vida Normal de la Iglesia Cristiana
Otro de sus libros ampliamente difundidos es La vida normal de la iglesia cristiana, el cual recopila enseñanzas impartidas en China. En este libro, Nee desarrolla su perspectiva sobre el modelo bíblico de iglesia y su organización práctica.
Además de sus libros y conferencias, numerosos artículos, folletos y revistas relacionados con la obra de Watchman Nee han sido publicados por Living Stream Ministry, con sede en Anaheim, California, Estados Unidos. Gran parte de sus escritos fueron recopilados a partir de notas personales y publicaciones periódicas que él mismo produjo durante su ministerio.
En sus enseñanzas, Nee abordó diversos temas teológicos, incluyendo su interpretación sobre el fin de los tiempos, el rapto de la iglesia y la función de los apóstoles como líderes con un ámbito regional limitado. A modo de ejemplo, mencionaba a los apóstoles de las iglesias en Judea o Asia Menor, así como a los ancianos de iglesias locales como Jerusalén o Éfeso. En sus últimos escritos, centró su atención en el concepto de la Iglesia y del "Cuerpo de Cristo", en referencia a pasajes como Efesios 4:23.